# Pietro Marturio
Pietro Marturio (prima metà del IX secolo – Venezia, 878) è stato un patriarca cattolico italiano.

## Biografia
Le informazioni sulla sua vita sono state dedotte perlopiù dall'Istoria Veneticorum di Giovanni diacono. L'unico cenno alla sua famiglia è contenuto invece nel Chronicon Altinate, dove è indicato come figlio di Giovanni Marturio.
Definito da Giovanni diacono come «uomo di eccezionale santità, esperto di arte grammatica», fu eletto patriarca di Grado dopo la morte di Vitale ma, non ritenendosi degno della carica, fuggì «in Italia» - ovvero nel Regno d'Italia o, più genericamente, in terraferma. In seguito fu convinto a tornare, assumendo possesso della sede.
Gli storici moderni ritengono che questo episodio sia da ricollegare al momento di tensione politica che viveva allora il ducato di Venezia, che vide, peraltro, l'uccisione del vescovo di Torcello Deodato nel 864. Gli era successo Senatore ma, morto anche questi, venne eletto Domenico, abate del monastero di Santo Stefano di Altino e vicino al doge Orso I Partecipazio.
Il Marturio si scagliò contro questa scelta, poiché Domenico si era evirato e infrangeva le norme del diritto canonico che prevedevano l'integrità fisica dei prelati. Si venne quindi a scontrare con il doge, tanto da essere costretto a fuggire in Istria, regione gravitante attorno al patriarcato di Aquileia. Successivamente Marturio tornò a Rialto, andando a dimorare presso la chiesa di San Giuliano a cui era legata la propria famiglia (sarebbe stata fondata nell'829 da Giovanni Marturio). Nemmeno durante questo periodo riuscì a riappacificarsi con il Partecipazio, tanto che dopo un anno dovette lasciare segretamente la laguna per portarsi a Roma, protetto da papa Giovanni VIII.
A questo punto, il racconto di Giovanni diacono è inframezzato da due episodi bellici in cui il Partecipazio respinse gli attacchi di Saraceni (875) e Slavi (876) che avevano minacciato proprio Grado. Il doge, quindi, non si opponeva alla sede patriarcale, ma alla persona del suo vescovo che considerava troppo legato all'autorità pontificia e distante dalla sua politica indipendentista.
Riguardo alle successive fasi del conflitto, la cronaca non è molto precisa, ma ci sono pervenute le epistole che Giovanni VIII inviò per risolvere la questione.
Il 24 novembre 876 contattò il doge perché riunisse a Roma i vescovi suffraganei di Grado. La richiesta venne disattesa: in una lettera inviata ai vescovi Domenico di Olivolo e Leone di Caorle, il papa minacciava di scomunicare Felice di Malamocco, Pietro di Equilio e Domenico di Torcello se non avessero accolto l'invito. Questi avvertimenti vennero ripetuti in due ulteriori missive, rivolte l'una direttamente ai vescovi di Malamocco ed Equilio, l'altra a Domenico (definito vocatus electus Torcellensis ecclesie). In un'altra lettera a Orso, Giovanni VIII diceva che Domenico non era colpevole dell'evirazione, ma di ambicionis crimen.
Nel dicembre 876 il pontefice scrisse altre quattro epistole a Delto di Rimini, dove espresse più chiaramente i dettagli del conflitto con i vescovi veneti. In una di queste, Pietro fu definito «reverendissimo metropolita delle Venezie, gravato dalle molte scelleratezze dei suoi suffraganei e afflitto dalle malefatte contrarie alla costituzione canonica».
Il papa convocò un concilio a Ravenna per dirimere la questione, fissato per l'estate dell'877. Nelle tre lettere che precedettero l'assemblea, tuttavia, espresse toni più concilianti: ad essa furono infatti invitati non solo i vescovi di Equilio e Caorle, eletti regolarmente, ma anche quelli di Olivolo, Malamocco e Cittanova, che erano entrati in carica durante l'assenza del patriarca. I prelati giunsero però a Ravenna quando il concilio era ormai terminato e non poterono così evitare la scomunica da parte del pontefice, che fu tolta solo grazie alla mediazione del doge.
Negli anni successivi, Pietro continuò a tenersi lontano dalla propria sede: fu a Bologna, a Parma e a Pavia, in quest'ultimo caso a seguito di Giovanni VIII che aveva accolto Carlo il Calvo nel settembre 877. Si portò infine a Treviso e qui riallacciò i contatti con il Ducato di Venezia grazie alla mediazione del vescovo locale Landolo. Alla fine il conflitto fu risolto, pare grazie a un compromesso che vide favorire la politica di Orso Partecipazio: Pietro poté tornare a Grado, ma dovette consacrare i vescovi eletti durante la sua assenza; solo Domenico di Torcello rimase escluso da questa decisione finché il patriarca sarebbe rimasto in vita, ma mantenne comunque la residenza vescovile e le rendite diocesane.
Morì nell'878, quando era da poco tornato a dimorare nella chiesa di San Giuliano. Domenico venne regolarmente consacrato dal successore Vittore; questi giurò inoltre di accettare qualunque vescovo proposto dal doge in futuro, inaugurando un'era di subordinazione del patriarcato al potere ducale.